# الاقتصاد غير المتطابق (كتاب)
صدر كتاب  الاقتصاد غير المتطابق The Misfit Economy: دروس في الإبداع من قراصنة ومخترقين ورجال عصابات، ورواد أعمال غير رسميين   عام 2015 لـ ألكس كلاي وكيرا مايا فيليبس ويدور حول المبتكرين ورواد الأعمال في الاقتصادات السرية والأسواق الرمادية في العالم.

## الاستقبال
تم استعراض الكتاب في صحيفة فاينانشال تايمز، ذا ناشيونال، نيويورك ديلي نيوز، دالاس نيوز، و مجلة ستانفورد للابتكار الاجتماعي. كما أجريت مقابلات مع المؤلفين في مجلة فوربس.